# Markus Winkelhock
Markus Winkelhock, nemški dirkač, * 13. junij 1980, Stuttgart, Nemčija.

## Življenjepis
Markus Winkelhock je sin Manfreda Winkelhocka in nečak Joachima Winkelhocka, ki sta oba v osemdesetih letih 20. stoletja dirkala v Formuli 1. Med letoma 1998 in 2000 je zmagal na šestih dirkah v nemških mladinskih prvenstvih formul, potem pa med letoma 2001 in 2003 nastopal v nemški Formuli 3, kjer je v treh sezonah prav tako dosegel šest zmag na dirkah.
Leta 2004 je nastopal v prvenstvu turnih avtomobilov DTM pri zasebnem moštvu Persson Motorsport, ki je uporabljalo dirkalnike iz sezone 2003, ter se mu na enajstih dirkah ni uspelo uvrstiti med dobitnike točk. V sezoni 2005 je prestopil v prvenstvo formul World Series by Renault, kjer je zmagal na treh dirkah in se na koncu uvrstil na tretje mesto skupnega seštevka.
V sezoni 2006 je bil testni dirkač moštva Midland v Formuli 1 ter se je na štirih Velikih nagradah udeležil prostih treningov kot tretji dirkač. Na položaju testnega dirkača je ostal tudi v sezoni 2007, le moštvo se je preimenovalo v Spyker. Na domači progi Nürburgring, kjer se je tega leta odvijala dirka za Veliko nagrado Evrope, je dobil prvo priložnost dirkati v Formuli 1 kot ekipni kolega rojaka Adriana Sutila po tem, ko so pri Spykerju odpustili Christijana Albersa. Dirko je začel odlično, saj je najbolje izkoristil hud naliv le nekaj minut po štartu dirke ter med drugim in osmim krogom celo vodil, nato pa je moral v trinajstem krogu odstopiti zaradi napake na hidravličnem sistemu dirkalnika. To je ostal njegov edini nastop na dirki Formule 1, saj je v ostanku sezone sedež drugega dirkača pri Spykerju prevzel Sakon Jamamoto.
Leta 2007 se je Winkelhock prav tako vrnil v DTM, kjer je redno nastopal do konca sezone 2010. Najboljši rezultat je dosegel, ko se je na treh dirkah uvrstil na četrto mesto. Od leta 2011 nastopa v prvenstvih GT dirkalnikov.

## Dirkaški rezultati

### Pregled rezultatov
| Sezona | Serija                           | Moštvo                           | Dirke         | Pole          | Zmage         | Toč           | Uvr           |
| ------ | -------------------------------- | -------------------------------- | ------------- | ------------- | ------------- | ------------- | ------------- |
| 1998   | Formula König                    | ?                                | 9             | 2             | 3             | 161           | 2.            |
| 1999   | Nemška Formula Renault           | SL Formula Racing Lechner Racing | 8             | 1             | 2             | 72            | 4.            |
| 2000   | Formula Renault 2000 Eurocup     | ?                                | ?             | ?             | 1             | 78            | 6.            |
| 2000   | Italijanska Formula Renault 2000 | SL Racing                        | 4             | 0             | 0             | 8             | 21.           |
| 2001   | Nemška Formula 3                 | Mücke Motorsport                 | 20            | 2             | 3             | 141           | 5.            |
| 2001   | Masters Formule 3                | ?                                | 1             | 0             | 0             | ?             | 36.           |
| 2002   | Nemška Formula 3                 | Mücke Motorsport                 | 18            | 2             | 1             | 28            | 7.            |
| 2003   | Evropska Formula 3               | Mücke Motorsport                 | 20            | 1             | 2             | 71            | 4.            |
| 2003   | Masters Formule 3                | ?                                | 1             | 0             | 0             | ?             | 6.            |
| 2004   | DTM                              | Team Persson                     | 11            | 0             | 0             | 0             | NC            |
| 2005   | World Series by Renault          | Draco Multiracing USA            | 17            | 1             | 3             | 114           | 3.            |
| 2006   | Formula 1                        | Midland                          | Testni dirkač | Testni dirkač | Testni dirkač | Testni dirkač | Testni dirkač |
| 2006   | Porsche Supercup                 | Porsche AG                       | 1             | 0             | 0             | 0             | NC            |
| 2007   | Formula 1                        | Spyker                           | 1             | 0             | 0             | 0             | 26.           |
| 2007   | DTM                              | Audi Sport Team Abt Sportsline   | 2             | 0             | 0             | 0             | NC            |
| 2007   | DTM                              | Futurecom TME                    | 5             | 0             | 0             | 0             | NC            |

### Formula 1
(legenda) (odebeljene dirke pomenijo najboljši štartni položaj, poševne pa najhitrejši krog, †-uvrščen kljub odstopu)
| Leto | Moštvo                      | Šasija        | Motor                | 1      | 2   | 3      | 4   | 5   | 6   | 7   | 8   | 9   | 10     | 11  | 12     | 13     | 14  | 15  | 16  | 17  | 18  | Prv | Toč |
| ---- | --------------------------- | ------------- | -------------------- | ------ | --- | ------ | --- | --- | --- | --- | --- | --- | ------ | --- | ------ | ------ | --- | --- | --- | --- | --- | --- | --- |
| 2006 | MF1 Racing                  | Midland M16   | Toyota RVX-06 2.4 V8 | BAH TD | MAL | AVS TD | SMR | EU  | ŠPA | MON | VB  | KAN | ZDA    | FRA | NEM TD | MAD TD | TUR | ITA | KIT | JAP | BRA | -   | -   |
| 2007 | Etihad Aldar Spyker F1 Team | Spyker F8-VII | Ferrari 056 2.4 V8   | AVS    | MAL | BAH    | ŠPA | MON | KAN | ZDA | FRA | VB  | EU Ret | MAD | TUR    | ITA    | BEL | JAP | KIT | BRA |     | 26. | 0   |